# Dongfeng (pocisk)
Dong Feng – rodzina pocisków balistycznych o zasięgu od średniego do międzykontynentalnego, opracowanych i produkowanych w Chińskiej Republice Ludowej.

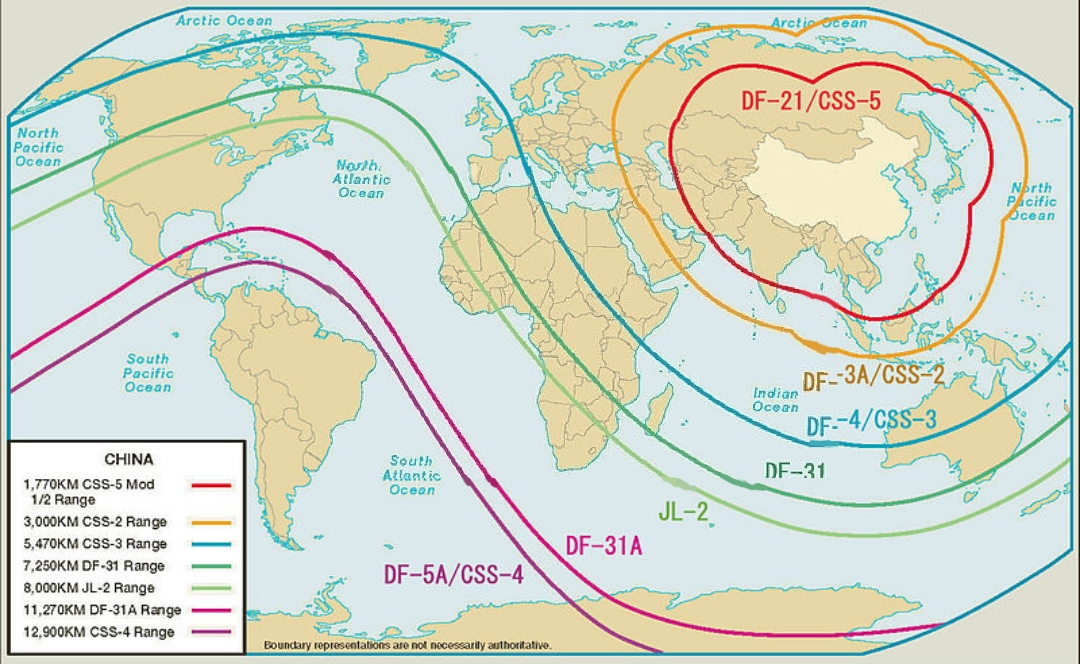
Zasięg międzykontynentalnych pocisków balistycznych Dong Feng

## Historia powstania pocisków
Po podpisaniu chińsko-radzieckiego układu o przyjaźni w 1950 roku, Związek Radziecki wsparł chiński przemysł wojskowy szkoląc personel, dostarczając dokumentację techniczną, narzędzia i przekazując licencje produkcyjne na różnego typu broń i wyposażenie. W kwestii broni rakietowej, sowieci przekazali stronie chińskiej technologie rakiet R-1, R-2 i R-11. Pierwsze chińskie pociski rakietowe bazowały na radzieckich projektach wywodzących się z niemieckich rakiet V-2.

## Pociski Dongfeng

### Dong Feng 1 (SS-2)

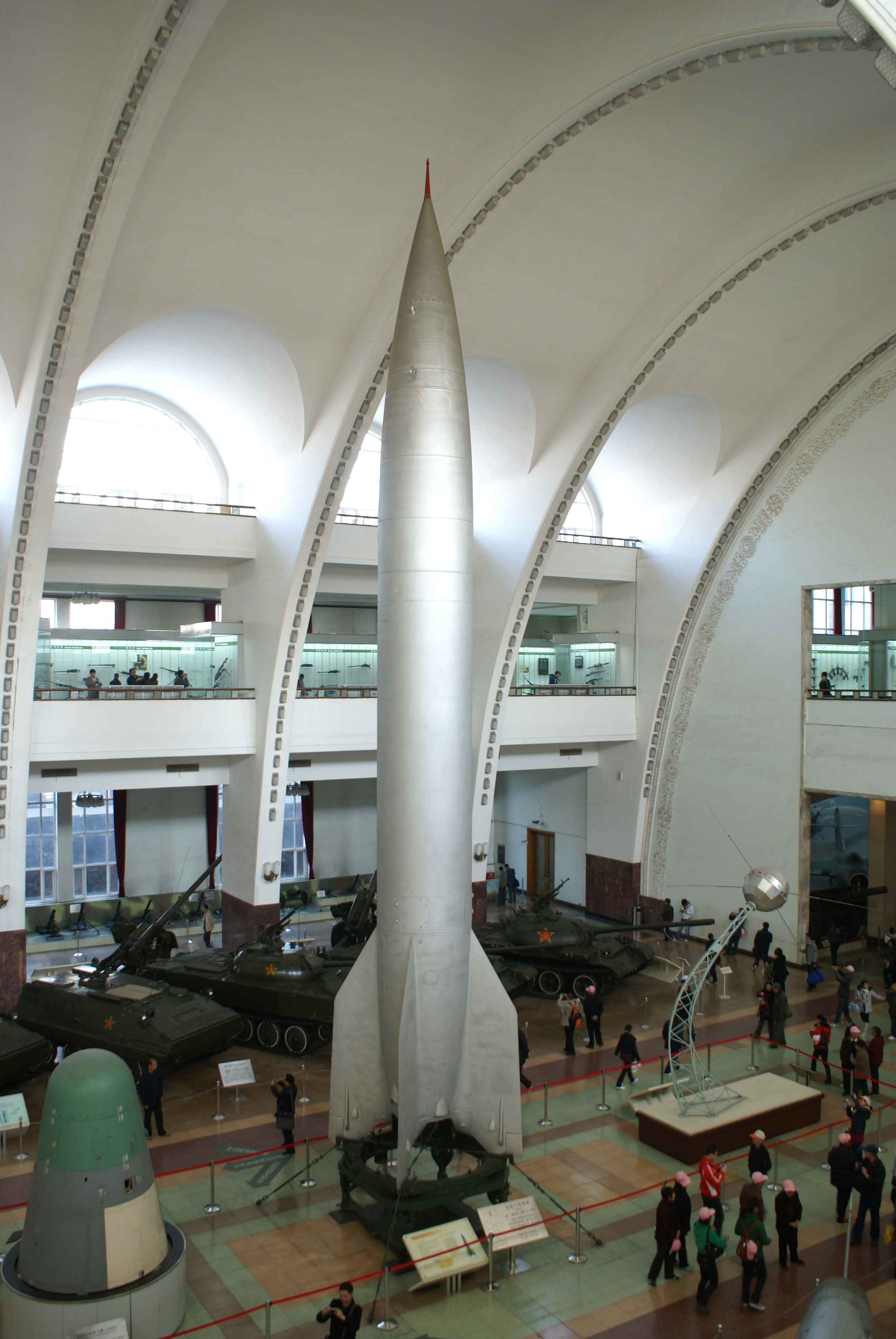
Dongfeng 1

Pierwszy pocisk typu Dongfeng (DF-1) był licencyjną kopią radzieckiego pocisku R-2 (SS-2) Sibling. Pocisk DF-1 posiadał jeden silnik rakietowy na paliwo ciekłe: ciekły tlen i alkohol. Pocisk przenosił głowicę o masie ok. 500 kg na odległość do 550 km. Ograniczona liczba pocisków DF-1 została wyprodukowana w latach 60. XX wieku. Obecnie nie znajduje się w służbie.

### Dong Feng 2 (CSS-1)

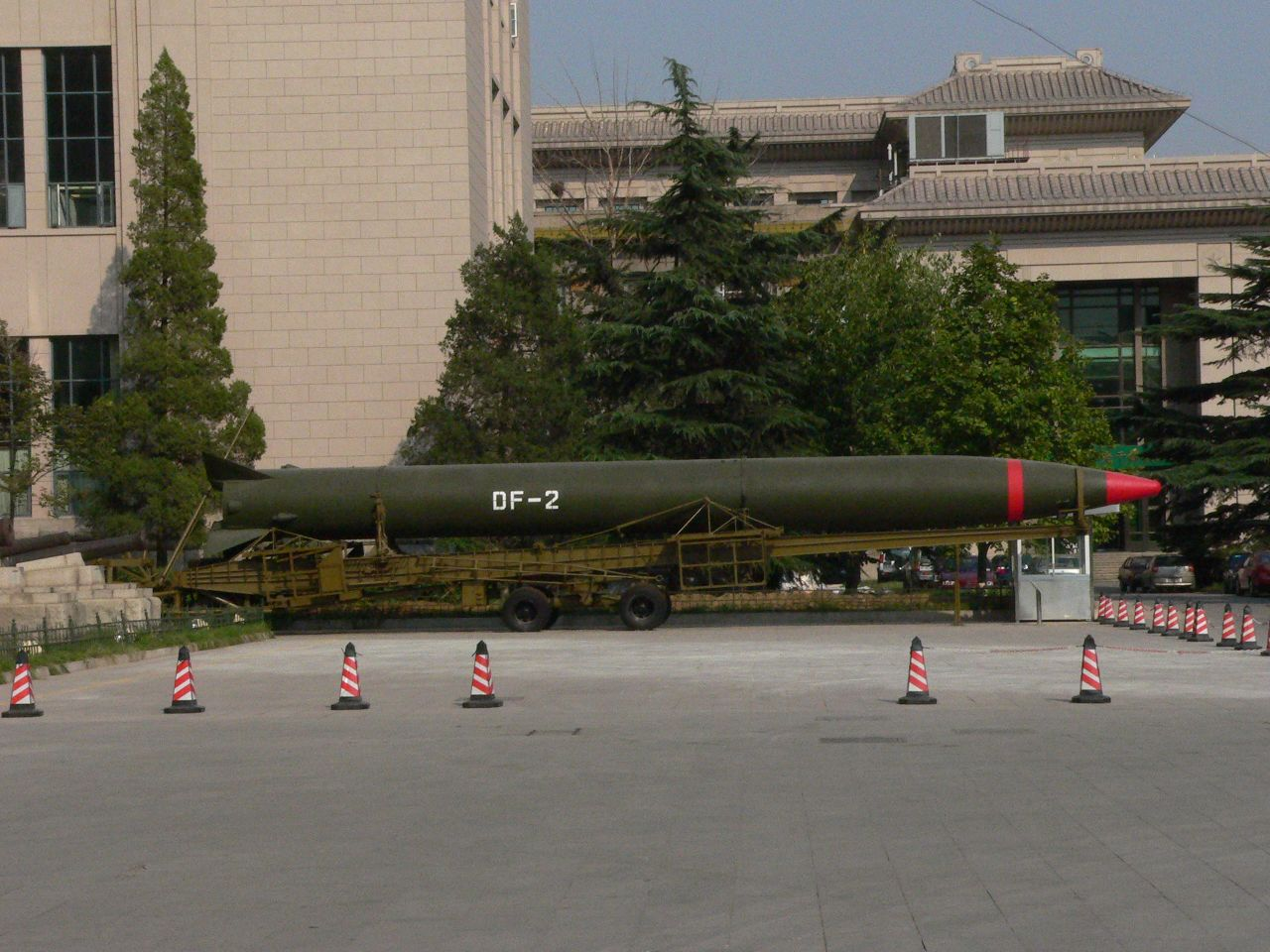
Pocisk Dongfeng 2 (CSS-1)

Dongfeng 2 jest pierwszym chińskim pociskiem balistycznym średniego zasięgu. Przenosi głowicę jądrową o mocy 15-20 kT. Pocisk uzyskał na zachodzie oznaczenie CSS 1 (od China Surface-to-Surface – chiński pocisk ziemia-ziemia). 27 grudnia 1966 roku pocisk Dongfeng 2A został wykorzystany do chińskiej jądrowej próby balistycznej – rakieta przeniosła głowicę jądrową o mocy 12 kT na dystans 800 km. Pocisk pozostawał w aktywnej służbie od lat 60. do 80. XX wieku. 

### Dongfeng 3 (CSS-2)
Dong Feng 3 uważany jest za pierwszy w pełni chiński rakietowy pocisk balistyczny pośredniego zasięgu (IRBM). Gdy sowieci odmówili chińczykom dostępu do projektów nowej rakiety R-12 (SS-4), Chiny zdecydowały o samodzielnym opracowaniu pocisku. Dongfeng 3 posiadał początkowo zasięg 2 500 km (z ładunkiem 2 000 kg – początkowo jądrowym, później również termojądrowym). Z czasem ulepszona wersja Dongfeng 3A osiągnęła zasięg 2.800 km. Pocisk Dongfeng 3A (z głowicą konwencjonalną) był przedmiotem eksportu do Arabii Saudyjskiej. 

### Dongfeng 4 (CSS-3)
Dong Feng 4 jest pierwszym chińskim dwuczłonowym pociskiem balistycznym, który przenosi głowicę o masie ok. 2.200 kg (głowica termojądrowa o mocy 3 MT) na dystans 4.750 km. Prace nad pociskiem rozpoczęły się w latach 60. XX w., a do służby weszły na przełomie 1979-1980 roku. Ocenia się, że ok. 25-30 pocisków zostało wprowadzonych do czynnej służby. Większość z nich rozmieszczona została w centralnej i zachodniej części Chin, tak aby pociski mogły dosięgnąć celów w europejskiej części ZSRR. Pocisk posłużył jako baza do stworzenia chińskich rakiet kosmicznych Chang Zeng 1 (Długi Marsz 1).

### Dong Feng 5 (CSS-4)
Dong Feng 5 to międzykontynentalny dwuczłonowy pocisk balistyczny zaprojektowany do przeniesienia głowicy termojądrowej o mocy 3 megaton (MT) na odległość do 12.000 km. Pocisk bazuje w podziemnych silosach startowych. Opracowywany od lat 60. XX wieku, wszedł do służby dopiero po 1981 roku.  W połowie lat 90. opracowano jego ulepszoną wersję DF-5A w której powiększono zasięg do ponad 13.000 km.

### Dong Feng 21 (CSS-5)

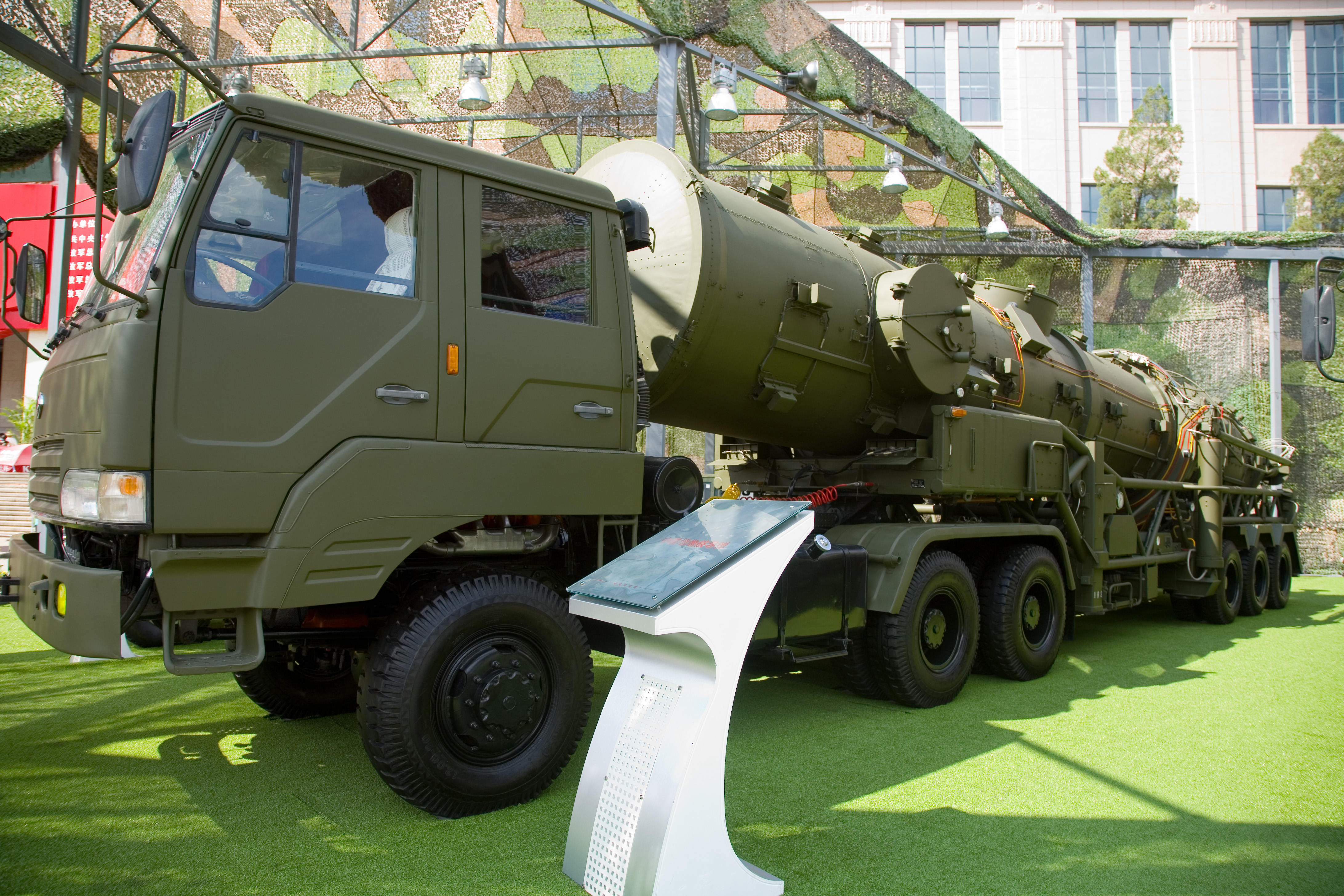
Pocisk Dongfeng 21 wraz z mobilną wyrzutnią

Dong Feng 21 to dwustopniowy chiński pocisk balistyczny średniego zasięgu na paliwo stałe opracowany w latach 70. XX wieku. Pocisk przenosi pojedynczą głowicę o masie 600 kg na dystans 2.150 km. Może być wyposażony w głowicę jądrową o mocy 250 lub 500 kT lub ładunki konwencjonalne. Głowica korzysta z bezwładnościowego systemu naprowadzania pozwalający na atak z dokładnością CEP 700 metrów. Pocisk Dong Feng 21 był bazą do stworzenia chińskiego pocisku rakietowego wystrzeliwanego z okrętu podwodnego JL-1 (CSS-N-3). W 1996 roku wprowadzono do służby ulepszony wariant DF-21A o zasięgu zwiększonym do 2.700 km.

### Dong Feng 15 (CSS-6)
Dong Feng 15 (eksportowa nazwa M-9) to chiński jednostopniowy pocisk balistyczny krótkiego zasięgu (SRBM) bazowania mobilnego napędzany paliwem stałym.   Pocisk posiada zasięg 600 km i przenosi głowice o masie od 500-750 kg. Wprowadzony do czynnej służby najprawdopodobniej w 1989 roku. Raporty wywiadowcze amerykańskiego Departamentu Obrony z 2007 roku oceniały chiński arsenał pocisków DF-15 na ok. 300-350 pocisków i 70-80 wyrzutni. W latach 1996–1997 wystrzelono w stronę wyspy Tajwan  około 10 pocisków DF-15 jako manifestację polityczną mającą odwieść Republikę Chińską (Tajwan) od ogłoszenia niepodległości. Ze względu na ograniczenia eksportowe dotyczące pocisków zdolnych do przenoszenia ładunków o masie przekraczającej 500 kg na 300 km, nigdy nie były eksportowane do innego kraju.  

### Dong Feng 11 (CSS-7)
Dong Feng 11 (eksportowa nazwa M-11) to chiński jednostopniowy pocisk balistyczny bliskiego zasięgu na paliwo stałe. Pocisk posiada zasięg 300 km i przenosi głowice o masie 800 kg. Pociski DF-11 odpalane są z samobieżnych kołowych wyrzutni rakietowych, mieszczących jeden pocisk każda. Chiny wyeksportowały pocisk DF-11 do Pakistanu, gdzie stanowi on bazę dla pocisków Shaheen-1 i Shaheen-2.

### Dong Feng 31 (CSS-9)
Dong Feng 31 to chiński trójstopniowy międzykontynentalny rakietowy pocisk balistyczny na paliwo stałe o zasięgu ok. 11.000 km. Pocisk przeznaczony jest do przenoszenia głowicy termojądrowej o mocy 1 megatony (MT). Pocisk DF-31 został opracowany w celu zastąpienia w służbie chińskich pocisków rakietowych na paliwo ciekłe. Pocisk odpalany jest z samobieżnej kołowej wyrzutni rakietowej lub z podziemnych silosów.